# Rent (colonna sonora del film)
RENT: Original Motion Picture Soundtrack è un album composto da 28 tracce che costituiscono la colonna sonora di Rent, un adattamento del musical di Broadway omonimo. L'edizione due dischi contiene 28 tracce ed è prodotta da Rob Cavallo; fu pubblicata il 27 settembre 2005. Questa versione della colonna sonora fu originariamente stampata con otto differenti copertine, ognuna delle quali raffigurava uno degli otto protagonisti del film. Il primo singolo, "Seasons of Love", fu pubblicato esclusivamente sull'iTunes Music Store il 2 agosto 2005; lo stesso giorno fu anche pubblicato un video musicale apposito sul sito web di QuickTime.

## Lista tracce

### Disco 1
1. "Seasons of Love" (numero 33 US) - Joanne, Collins & il Cast di RENT
2. "Rent" - Mark, Roger, Collins, Benny & gli Inquilini (inclusi Mimi e Angel)
3. "You'll See" - Roger, Mark & Benny
4. "One Song Glory" - Roger
5. "Light My Candle" - Roger & Mimi
6. "Today 4 U" - Collins, Angel & Mark
7. "Tango: Maureen" - Joanne e Mark
8. "Life Support" - Gordon, Roger, Steve & il Cast di RENT
9. "Out Tonight" - Mimi
10. "Another Day" - Roger, Mimi, Collins, Mark & Angel
11. "Will I?" - Steve, Gordon & il Cast di RENT
12. "Santa Fe" - Roger, Mark, Angel & Collins
13. "I'll Cover You" - Angel & Collins
14. "Over The Moon" - Maureen (eseguita live nel film da Idina Menzel - Maureen - ed è una versione diversa da quella usata invece nel film)

### Disco 2
1. "La Vie Boheme" - Cast di RENT
2. "I Should Tell You" - Roger & Mimi
3. "La Vie Boheme B" - Mimi, Mark, Angel, Collins, Maureen, Joanne & Roger
4. "Seasons of Love B" - Cast di RENT
5. "Take Me Or Leave Me" - Maureen & Joanne
6. "Without You" - Mimi & Roger
7. "I'll Cover You (Reprise)" - Collins, Joanne & il Cast di RENT
8. "Halloween" - Mark (tagliata dal film; inclusa come scena tagliata nel DVD)
9. "Goodbye Love" - Mimi, Roger, Benny, Maureen, Joanne, Mark & Collins (tagliata nel film dopo il verso 'I can't believe this is goodbye'; inclusa come scena tagliata nel DVD)
10. "What You Own" - Roger & Mark
11. "Finale A" - Mimi & Roger
12. "Your Eyes" - Roger
13. "Finale B" - Cast di RENT
14. "Love Heals" - Cast di RENT (bonus track della colonna sonora, non si ascolta nel film, ma viene usata qualche volta quando viene allestito il palco durante lo show di Broadway)

## Lista tracce della monodisco
1. "Seasons of Love" - 3:02
2. "Rent" - 3:58
3. "One Song Glory" - 2:46
4. "Light My Candle" - 4:10
5. "Today 4 U" - 2:45
6. "Tango: Maureen" - 3:31
7. "Out Tonight" - 3:55
8. "Sante Fe" - 3:28
9. "I'll Cover You" - 2:31
10. "La Vie Boheme A & B" - 8:26
11. "I Should Tell You" - 2:53
12. "Take Me Or Leave Me" - 3:51
13. "Without You" - 4:16
14. "I'll Cover You (Reprise)" - 3:43
15. "What You Own" - 3:58
16. "Finale B" - 2:34
17. "Love Heals" (Bonus Track) - 4:36

## Singoli

### Seasons of Love
1. Seasons of Love (Gomi's Liar Radio Mix)
2. Seasons of Love (Monkey Bars Remix)
3. Seasons of Love (L.E.X. Theatrical Club Mix)
4. Seasons of Love (Eddie Baez's "Payin' the Rent" Club Mix)

Nota: Il "Maxi Single" contiene i remix radio e club per tutte e quattro le versioni